# Berri (Australie-Méridionale)
Pour les articles homonymes, voir Berri.
Berri (4 008 habitants) est un village à 238 km au nord-est
d'Adélaïde en Australie-Méridionale sur la rive nord du fleuve Murray.
L'économie de la ville est basée sur l'agriculture (oranges, pêches, abricots) et la viticulture.
Le nom de la ville est d'origine aborigène et signifierait « le grand virage sur le fleuve ».